# Kadingilan
Kadingilan è una municipalità di quarta classe delle Filippine, situata nella Provincia di Bukidnon, nella Regione del Mindanao Settentrionale.
Kadingilan è formata da 17 baranggay:
- Bagongbayan
- Bagor
- Balaoro
- Baroy
- Cabadiangan
- Husayan
- Kibalagon
- Kibogtok
- Mabuhay
- Malinao
- Matampay
- Pay-as
- Pinamanguhan
- Poblacion
- Salvacion
- San Andres
- Sibonga